# Stazione meteorologica di Viagrande
La stazione meteorologica di Viagrande è la stazione meteorologica di riferimento relativa alla località di Viagrande.

## Coordinate geografiche
La stazione meteo si trova nell'Italia insulare, in Sicilia, in provincia di Catania, nel comune di Viagrande, a 405 metri s.l.m. e alle coordinate geografiche 37°37′N 15°06′E.

## Dati climatologici
In base alla media trentennale di riferimento 1961-1990, la temperatura media del mese più freddo, gennaio, si attesta a +9,1 °C; quella del mese più caldo, luglio, è di +25,4 °C .
| Viagrande          | Mesi | Mesi | Mesi | Mesi | Mesi | Mesi | Mesi | Mesi | Mesi | Mesi | Mesi | Mesi | Stagioni | Stagioni | Stagioni | Stagioni | Anno |
| Viagrande          | Gen  | Feb  | Mar  | Apr  | Mag  | Giu  | Lug  | Ago  | Set  | Ott  | Nov  | Dic  | Inv      | Pri      | Est      | Aut      | Anno |
| ------------------ | ---- | ---- | ---- | ---- | ---- | ---- | ---- | ---- | ---- | ---- | ---- | ---- | -------- | -------- | -------- | -------- | ---- |
| T. max. media (°C) | 13,2 | 14,1 | 16,2 | 19,5 | 24,8 | 29,5 | 32,6 | 32,2 | 27,6 | 22,0 | 17,9 | 14,4 | 13,9     | 20,2     | 31,4     | 22,5     | 22,0 |
| T. min. media (°C) | 5,1  | 5,1  | 6,2  | 8,2  | 12,1 | 15,8 | 18,2 | 18,4 | 15,9 | 12,2 | 9,0  | 6,3  | 5,5      | 8,8      | 17,5     | 12,4     | 11,0 |